# Clypeopyrenis
Clypeopyrenis is een geslacht van schimmels uit de familie Pyrenulaceae. De typesoort is Clypeopyrenis microsperma. De naam van het geslacht werd in 1991 geldig gepubliceerd door de Nederlandse mycoloog André Aptroot.

## Soorten
Volgens Index Fungorum telt het geslacht twee soorten (peildatum februari 2022):
| Soortnaam                 | Auteur(s)                      | Publicatiejaar |
| ------------------------- | ------------------------------ | -------------- |
| Clypeopyrenis microsperma | (Müll. Arg.) Aptroot           | 1991           |
| Clypeopyrenis porinoides  | Komposch, J.E. Hern. & Rosabal | 2011           |